# Барабанщиков, Александр Васильевич
Алекса́ндр Васи́льевич Бараба́нщиков (1908—1943) — председатель исполнительного комитета Липецкого городского Совета депутатов трудящихся (1940—1942), участник Великой Отечественной войны, капитан Красной Армии.

## Биография
Родился в 1908 году в Елецком уезде Орловской губернии (ныне Елецкий район Липецкой области). В 1925 учился в Елецком педагогическом техникуме, далее работал в городе Ливны председателем бюро юных пионеров, заместителем секретаря райкома комсомола.
С 1930 года А. В. Барабанщиков — студент Липецкого горно-металлургического техникума, после окончания которого проходил службу в Красной Армии. После демобилизации вернулся в Липецк, где работал ответственным секретарём городского бюро инженеров и техников. В 1934—1935 — техник-металлург завода «Свободный Сокол».
В 1935 году был назначен заместителем директора горно-металлургического техникума, в 1937 — директором школы. С 1938 года — на партийной работе: 1938—1939 — инструктор по промышленности Липецкого горкома ВКП(б), 1939—1940 — заведующий отделом Липецкого горкома.
В январе 1940 года А. В. Барабанщиков назначен заместителем председателя, а в марте того же года — председателем Липецкого горисполкома.
После начала Великой Отечественной войны как руководитель города сыграл большую роль в организации эвакуации большей части оборудования промышленных предприятий Липецка в тыл, переключения оставшейся техники на производство оружия и боеприпасов, организации частей самообороны.
В сентябре 1942 года после неоднократных настойчивых обращений была удовлетворена просьба Барабанщикова о снятии с него брони и отправке на фронт. Воевал в должности заместителя по политчасти командира инженерно-минного батальона 16-й истребительной бригады. 29 января 1943 года в с. Першино в бою с превосходящими силами противника был тяжело ранен, продолжал руководить боем до полного уничтожения вражеских автоматчиков. Умер по дороге в госпиталь города Воронежа.

## Награды
- Орден Отечественной войны I степени (25.3.1943)[1]

## Память
В 1995 году одна из новых улиц в Липецке в посёлке Матырский получила имя А. В. Барабанщикова.